# Morrie Ruvinsky
Morrie Ruvinsky est un scénariste, réalisateur et producteur de télévision canadien, né le 20 août 1943 .

## Filmographie

### comme scénariste
- 1981 : Improper Channels (en)
- 1985 : Le Tueur (To Kill a Stranger)
- 1996 : Windsor Protocol (TV)
- 1998 : Thunder Point (TV)
- 1998 : Going to Kansas City
- 2003 : A Woman Hunted

### comme réalisateur
- 1969 : The Plastic Mile
- 1972 : The Finishing Touch
- 2003 : A Woman Hunted

### comme producteur
- 1972 : The Finishing Touch : Owen
- 1981 : Improper Channels (en)